# Centrale unique des travailleurs (Brésil)
Pour les articles homonymes, voir CUT.
La Central Única dos Trabalhadores (CUT - Centrale unique des travailleurs) est le principal syndicat brésilien fondé par, entre autres personnalités, le futur président du Brésil, Luiz Inácio Lula da Silva en 1983. 
Elle est affiliée à la Confédération syndicale internationale. 

## Histoire
La CUT s'est constituée le 28 août 1983 à São Bernardo do Campo (État de São Paulo) lors du premier congrès national de la classe ouvrière.